# Jean Lannes (mathématicien)
Pour les articles homonymes, voir Jean Lannes (maréchal de Napoléon) et Lannes .
Jean Lannes est un mathématicien français né le 21 septembre 1947 à Pauligne. Ses travaux portent sur la topologie algébrique, en particulier la théorie de l'homotopie.

## Biographie
Jean Lannes est un ancien élève du Lycée Louis-le-Grand à Paris et de l'École normale supérieure (Paris) qu'il intègre comme major de promotion en 1966. Il est diplômé en 1975 de l'université Paris-Sud (Paris XI) à Orsay. Il y enseigne par la suite, ainsi qu'à  l'université Paris Diderot. En même temps (2009) il est professeur à l'École polytechnique et directeur du Centre de mathématiques Laurent-Schwartz (CMLS). Il est chercheur invité à l'Institute for Advanced Study à Princeton en 1979-1980 et au Massachusetts Institute of Technology (MIT).

## Travaux
Certaines de ses recherches portent sur les invariants de nœuds de Viktor Vassiliev.
Il a été invité comme conférencier au congrès international des mathématiciens (ICM) de 1994 à Zürich, avec un exposé intitulé : Applications dont la source est un classifiant.
Parmi ses doctorants figure Fabien Morel.

## Publications
- avec Lionel Schwartz, À propos de conjectures de Serre et Sullivan, Inventiones Mathematicae, Bd.83, 1986, S.593–604, en ligne
- Cohomology of groups and function spaces, Preprint 1986
- Sur la cohomologie modulo p des p-groupes abéliens élémentaires, Proc. Durham Symposium 1985, Cambridge University Press 1987
- Sur les espaces fonctionnels dont la source est le classifiant d’un p-groupe abélien élémentaire, Publications mathématiques de l’I.H.É.S., tome 75 (1992), p. 135-244
- avec Said Zarati, Sur les U-injectifs, Annales Scient. ENS, Bd.19, 1986, S.303, en ligne
- avec Jean Barge, Suites de Sturm, indice de Maslov et périodicité de Bott, Birkhäuser 2008
- avec Gaëtan Chenevier, Automorphic forms and even unimodular lattices, Springer 2019
- Conférence à Djerba